# A románok eredete
A román nép eredete, néppé válásának folyamata, etnogenezise erősen vitatott. A politikai motivációk – az erdélyi románok emancipációs törekvései, az osztrák-magyar és román expanzionizmus, valamint a magyar irredentizmus – befolyásolták az elméletek fejlődését, és a „nemzeti szenvedélyek” máig színesítik azokat. A magyar és német szakemberek a románság Balkán-félszigetről történő bevándorlását vallja (bevándorlás-elmélet), míg a román történészek, a románok eredetét a dák–római folytonosság elméletével magyarázzák.

## Bevándorlás-elmélet

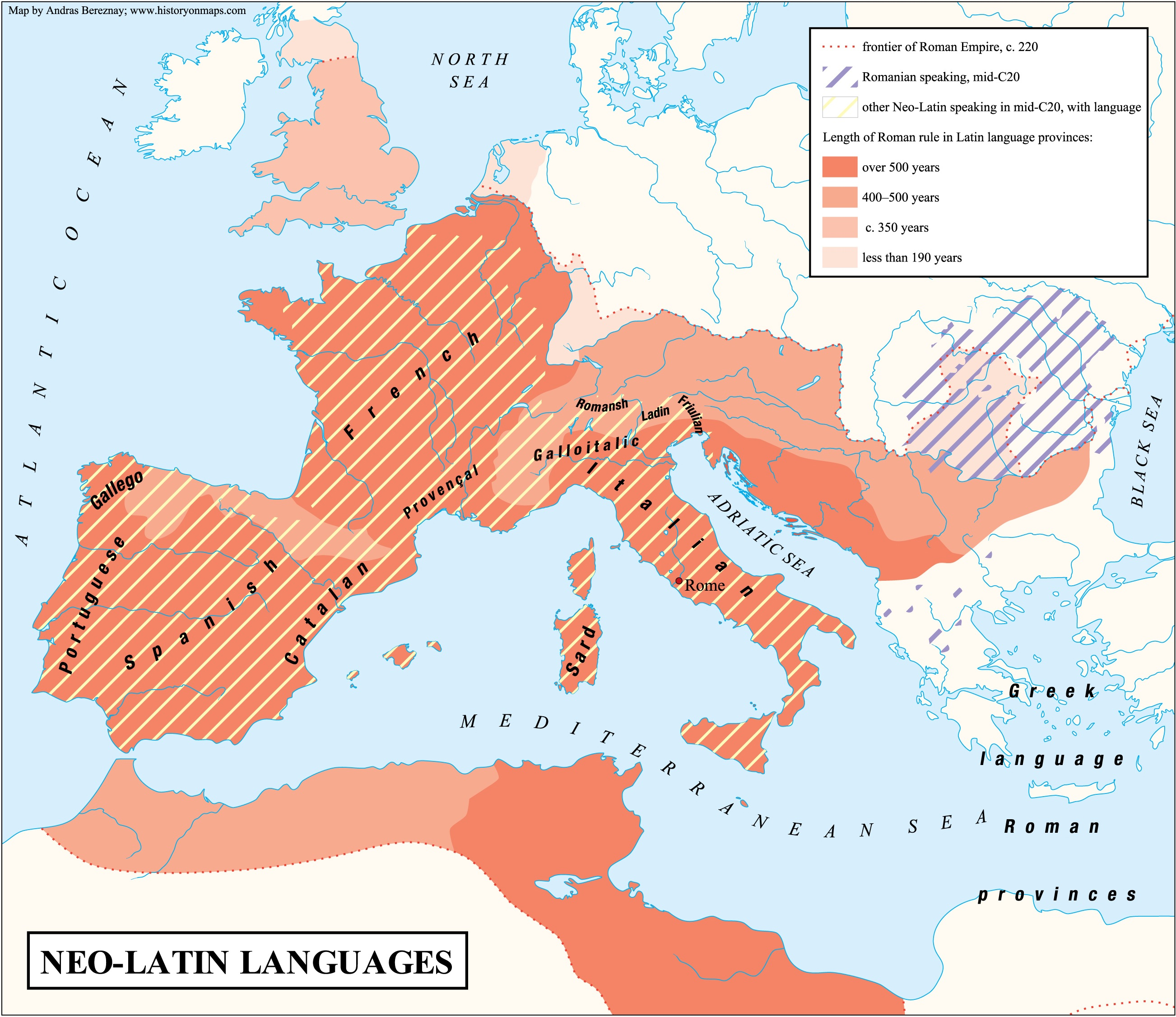
A római uralom hossza a Balkán egyes részein, és az újlatin nyelvek elterjedési területe napjainkban

A román nyelv jellegzetességei alapján, a történészek és nyelvészek úgy vélik, hogy a románság valahol a Dunától délre, a Jireček-vonaltól északra, Belgrád észak-déli irányú tengelyétől nyugatra, az albánokhoz közel, hegyvidéki környezetben alakult ki. Nyelvük alapvetően latin eredetű, de az alapszókincset kezdetben albán, majd erőteljes szláv hatások érték. Ezen jellemzőket és a történeti forrásokat figyelembe véve épült fel a bevándorlás-elmélet.
A 6. század közepén, a Nyugatrómai Birodalom összeomlása után, a Balkánon megjelentek a szlávok, akik kezdetben csak a Koszovói és Észak-Albán térségeket fosztogatták, majd a század végére megerősödve, már háborút indítottak a Bizánci Birodalom ellen. A folyamatos szerb, horvát, és avar betörések hatására, a mai Észak-Albánia, Koszovó, és más határ menti síkvidéki területeken élő, feltehetőleg már keresztény késő-római lakosság, a jobban védett belsőbb területekre menekült. Az eseményt bizánci szerzők is feljegyezték. Beszámoltak róla, hogy az eredetileg a Duna és a Száva környékén élő latin nyelvű lakosság elhagyva területét déli és keleti irányba menekült. Ennek a néptömegnek a nagy része főleg Szalonikiben telepedett le.
A folyamatos szláv betörések hatására, 7. és a 9. század között megindult Észak-Albánia és Koszovó síkvidéki területeinek elszlávosodása. A kisebb hegyi településeken, a nagyobb római városokban, és az olyan dalmát és észak-albán kikötővárosokban mint Durrës, az albán és latin nyelvű lakosság továbbra is megőrizte nyelvét, és egybefüggő néptömeget alkotott. Ezt jól mutatja az olyan latin eredetű helységnevek továbbélése a későbbi helyi szláv nyelvekben, mint Lipljan (Lypenion), Skopje (Scupi), vagy Puka (Via Pubilca).

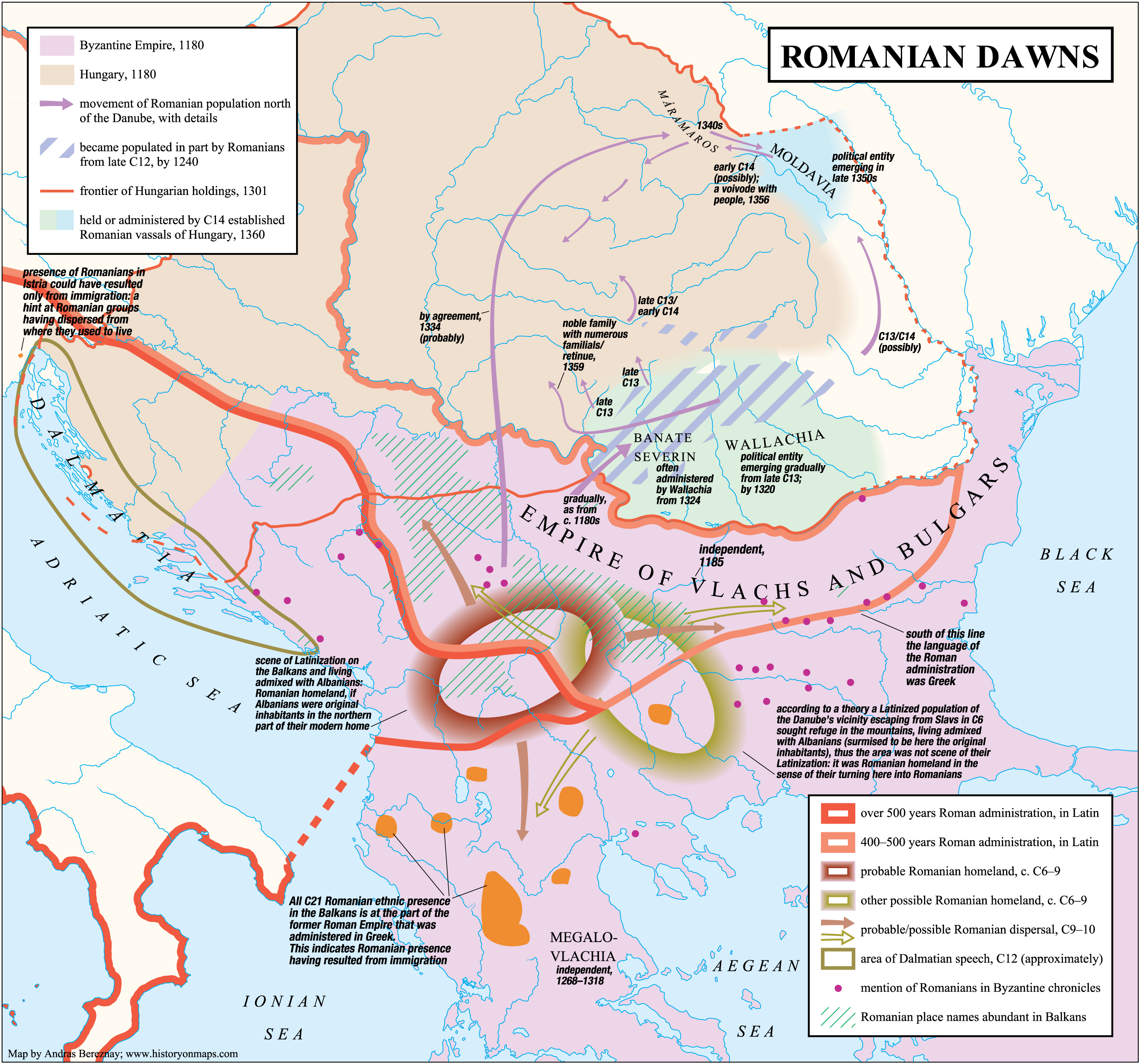
A román őshaza feltételezett helye, és vándorlásuk iránya

Később a nagyobb városokból mint Niš vagy Szófia, szintén vándoroltak el csoportok, bár nem akkora mértékben, mint a határ menti településekről. A helységnevek alapján, ezen a Niš (Naissus) és Szófia között elterülő területen, mely magában foglalja a Timok folyó vidékét is, a latin populáció ellenállt a szláv terjeszkedésnek, kultúráját megőrizte, gyarapodásnak indult, majd innen vándorolt szét legalább három irányba. Mindezek miatt, ez a régió tekinthető a románság őshazájának. A középkor folyamán ez a régió a "kis vlachia" nevet viselte, és számos latin helyégnevet őriz, ami nagyszámú vlach lakosságra utal. A nyelvészek ezért úgy gondolják, hogy a középkor folyamán nagy számban itt élő vlach populáció a felelős, a nyugati-délszláv, és a keleti-délszláv nyelvek között kialakult jelentős nyelvi különbségekért azáltal, hogy a két szláv csoportot elszigetelte egymástól. Napjainkban is nagy számban élnek itt vlachok, akik megtartották őseik hegyi pásztor életmódját, bár többségük mára már beolvadt a szerb és bolgár lakosságba. (Fontos megjegezni, hogy az itt élő vlach őslakosság, nem azonos a Romániából a 17. és 18. században Szerbiába vándorolt románok leszármazottaival. Habár anyanyelvük a román nyelv egy archaikus változata, önmagukat, a románoktól határozottan megkülönböztetik.)
A 9. században a román őshaza területét a bolgárok hódították meg. Ekkortól érték a románságot azok az erős szláv kulturális hatások, melyek még ma is meghatározzák a román kultúrát. Egyes csoportjaik már az 1160-as években felbukkantak a Dunától északra. A mai Románia területére is a leghamarabb csak a 12. század elején érkezhettek meg.
A Magyar Királyság területén való megjelenésük a 13. század elejére tehető, ugyanis ekkor jelennek meg a korabeli magyar írott forrásokban. Etnikai arányuk ekkor még elhanyagolható volt. A románság nagy része továbbra is a Balkánon élt. Erre utal az a tény is, hogy a 12. és a 14. század között annyi vlach élt a görögországi Thesszáliában, hogy a területet "nagy vlachia" néven ismerték. A helyben maradt vlachok arománoknak nevezik magukat, ami bizonyíték a románok balkáni vlach eredetére és a két népesség közös származására. A román történészek gyakran érvelnek amellett, hogy az arománok északról, a Kárpátokon keresztül érkeztek mai lakhelyükre, de azt a magyar és nemzetközi kutatók többsége elutasítja.

## Dák-római folytonosság

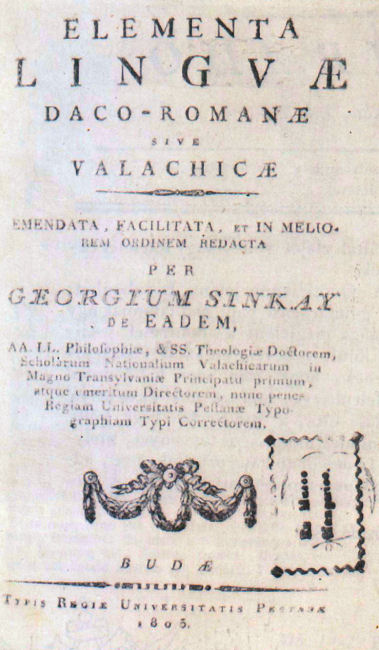
Gheorghe Şincai dákoromán nyelvtankönyvének címlapja (Buda, 1805)

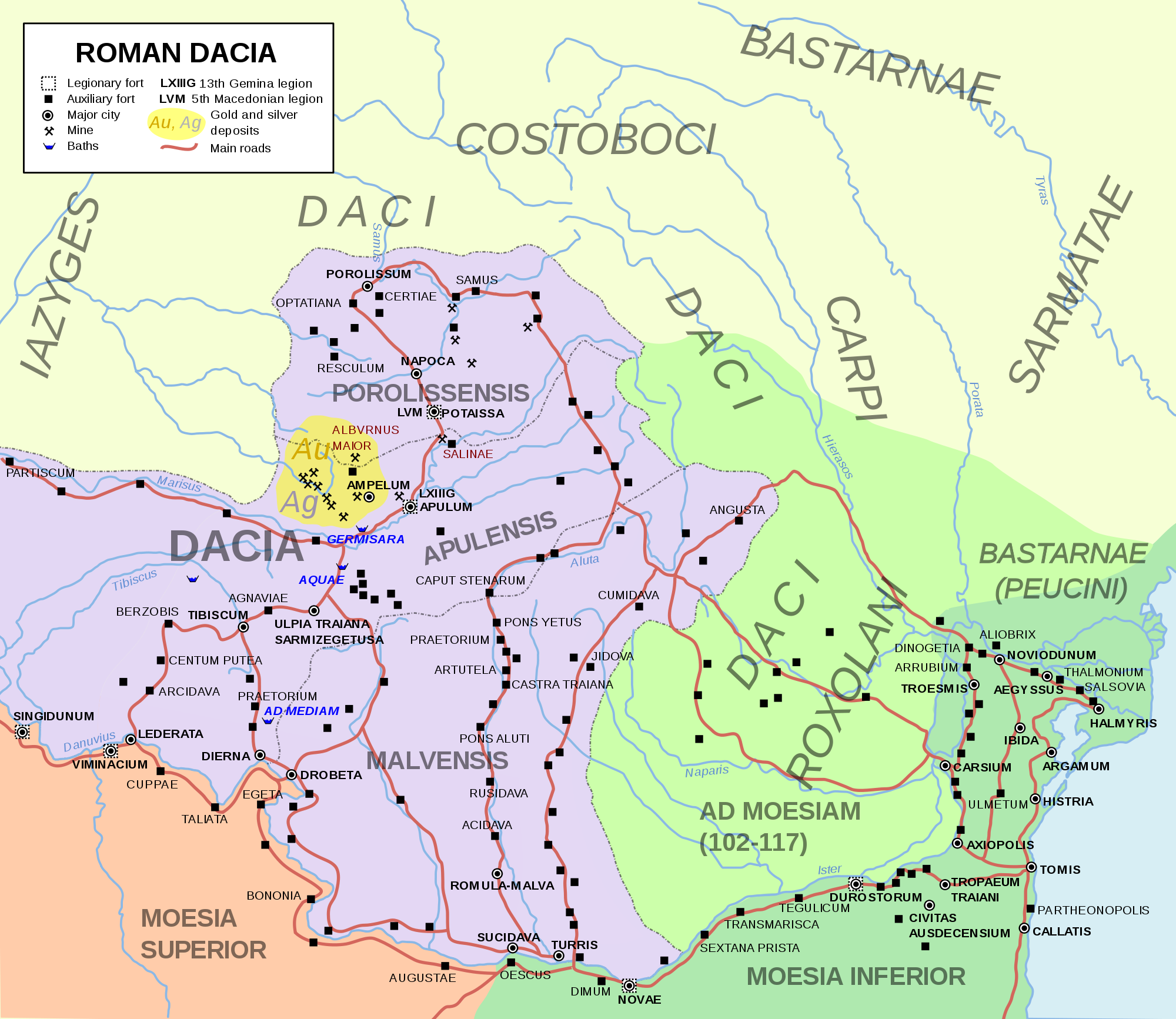
Dacia provincia a római uralom idején

A magyar nyelvben elterjedten használt dákoromán (vagy dáko–román) folytonosság megnevezés a román nyelvben használatos daco-romană kifejezés félrefordításából ered. A román forma (romană) helyes fordítása: római. (A dák–román daco-română lenne.) Következésképp dák–római folytonosság elméletéről van szó, amely szerint a mai románok, az Erdélyben őslakos dák nép, és a római hódítók közös leszármazottai, mely a római időktől kezdve, folytonosan az ókori Dacia provincia területén él.
Ezen elmélet szerint miután 106-ban a rómaiak meghódították Daciát, elkezdődött az őslakos népek romanizálása ("rómaiasítása"). Ez a következőkből állt: bevezették hivatalosan a latin nyelv használatát, a római ünnepeket és az őslakosokat a római életmód és kultúra átvételére kényszerítették. A teljes romanizáció érdekében a Római Birodalom több provinciájából hoztak ide telepeseket. A dákok asszimilációja viszonylag rövid idő, kevesebb mint 150 év alatt lezajlott, ennek eredményeként kialakult egy latin nyelvű és kultúrájú népcsoport, amit az elmélet hívei dákoromán népnek neveznek.
A román nyelv és a latin, valamint az olasz nyelv kapcsolatát már igen régen felismerték. A humanista történetírás erre alapozva tényként emlegette, hogy a románok Traianus legionáriusainak leszármazottai. Antonio Bonfini már a 15. század végén értekezést írt erről. A kor történettudománya számára a kérdés tudományosan bizonyítottnak minősült. A románok latin eredete a következő három évszázadban gyökeret vert, de kezdetben az elmélet hirdetői tisztán római származásúnak tekintették a románokat. Később ez egészült ki a kialakulás problémakörével, és bekerültek az elméletbe az őslakos dákok is. Így jött létre a dák–római folytonosság elmélete.
A dák–római folytonosság elméletének lényege, hogy a dák királyság lakossága helyben maradva romanizálódott, vagy a betelepülők és a dákok összeolvadtak, és ez a népesség alkotja a románságot. Ez az elmélet már a 18. században létezett és a 19. századra – főleg a nyelvcsaládelméletek és a nyelvi történeti szemlélet terjedése (amely szerint a nyelv története azonos a népével) – szinte kizárólagossá vált. A román történetírás atyjai, Gheorghe Șincai és Petru Maior a 19. század első felében Budán kiadott könyvükben a dákoromán kontinuitás elméletét így írták le:
„Miután Traianus római császár Kr. u. 101 és 106 között meghódította a vitéz dákok birodalmának szívét, elrendelte a megmaradt dákok lemészárlását, illetve deportálását, majd latin nyelvű gyarmatosokat és katonákat telepített az újonnan létesült Dacia nevű gyarmatra. Következésképpen ezek ivadékai, a későbbi románok tisztán római eredetűek, keveretlen fajták. Amikor pedig Aurelianus császár 271-ben elrendelte Dacia kiürítését, az emberek nagy része ott maradt, és ivadékaik földművesekként ugyanazon a területen folytatták életüket.”
Az elmélet szerint a római uralom időszaka után helyben maradt dákoromán népre a későbbiekben a térségen átvonuló népek (különösen a szlávok) jelentős befolyást gyakoroltak. A középkor folyamán további romanizált népek telepedtek a területre, főként délnyugat felől, a mai Albánia és Dél-Szerbia területéről jöttek. A történelem vlachok néven ismeri őket.
Egyéb, angol nyelvű jegyzetek.

## A kutatás nehézségei
Az ellentétes politikai motivációk és történelemszemlélet mellett, néhány egyéb tényező is nehezíti a románság eredetének kutatását. A népek kialakulási történetének kutatásában három fő módszer használható: az írott források, a régészet, és a nyelvészet tanulmányozása. A román őstörténetre vonatkozóan hosszú időszakokról egyáltalán nincsenek feljegyzések, más időszakokra nézve pedig ezek rendkívül szűkszavúak és pontatlanok. A rendelkezésre álló írott források nem elegendőek még egy nagy vonalakban megadható kép felvázolásához sem. A régészet képes egy adott népesség technológiájának, anyagi életkörülményeinek, bizonyos mértékben a társadalomszerkezetének, és az egyes települések korszakainak (alapítás, virágzás, hanyatlás) a kutatására. Viszont a tárgyak nem beszélnek, és egyedül a leletek alapján, más adatok nélkül, nem lehet belőlük az azokat használó nép etnikai jellegére, még kevésbé nyelvére következtetni.
Mindezek miatt, a korai román történelem kutatásának legfontosabb módszere a nyelvészet. A földrajzi nevek, a nyelv szerkezete, és az egyes szavak etimológiája megbízható adatokat szolgáltatnak.

## Nyelvészet
A román nyelv az újlatin nyelvek (olasz, francia, spanyol, portugál stb...) csoportjába tartozik. A legtöbb ilyen nyelv kialakulása - átmenete - a klasszikus latintól elkezdve, a késői népi latinon át, írott szövegekben tanulmányozható. A legkorábbi ma ismert spanyol szöveg a 10. század közepén keletkezett. Az első olasznak mondható nyelvemlék a 960-ban, a hasonló francia szöveg pedig 842-ben. Egészen más a helyzet a román nyelvvel, melynek legkorábbi nyelvemléke - Neacșu levele - sokkal később, 1521-ben íródott.

### A latintól a románig

#### Az i. sz. 1. - 3. században
Az olyan változások, mint például a v → b (latin: alveus → román: albie) hangváltozás minden újlatin nyelvben megvannak. Jelenlétük a románban nem mond ellent a dák–római folytonosságnak. Ebben az időben ugyanis Dacia provincia (Dacia Traiana) római tartomány volt, tehát minden változás, amely a latinban bekövetkezett, a román nyelv elődjében is bekövetkezhetett.

#### A késői latin korszaka (i. sz. 4. - 7. század)
A késő-latin korban egyes szavak és kifejezések megváltoztak, illetve új jelentést kaptak. Például a klasszikus latin 'hostis' (ellenség) szó jelentése minden újlatin nyelvben, "hadsereg" jelentésre változott. Ez a jelentésváltozás csak akkor jöhetett létre, amikor a Római Birodalom seregei barbárokból, azaz az egykori ellenségből álltak. Mindez nem történt meg az 5. század előtt. A római uralom Dacia Traianában i. sz. 275-ben szűnt meg végleg, tehát az egész késő-latin korban a Duna volt a birodalom északkeleti határa, a szigorúan őrzött limes.  Ez kizárja a románok daciai eredetét, hiszen a román nyelvben megjelenő jelentésváltozás igazolja, hogy a románok az 5. században még római fennhatóság alatt éltek, viszont dacia provincia már a 3. század végétől nem volt a birodalom része.  A Dunától északra, a limes másik oldalán ez nem lett volna lehetséges, és a román nyelvnek elszigetelten, külön utakon kellett volna fejlődnie.
| Klasszikus latin  | Késő latin               | Portugál         | Spanyol           | Francia        | Olasz           | Román            | Aromán           |
| ----------------- | ------------------------ | ---------------- | ----------------- | -------------- | --------------- | ---------------- | ---------------- |
| ver (tavasz)      | primo vere (kora tavasz) | primavera        | primavera         | primevère      | primavera       | primăvară        | primuvearã       |
| aes (érc)         | aeramen (érc)            | arame            | alambre           | airain         | rame            | aramă            | aramã            |
| hostis (ellenség) | hostis (hadsereg)        | hoste (hadsereg) | hueste (hadsereg) | ost (hadsereg) | oste (hadsereg) | oaste (hadsereg) | oasti (hadsereg) |

- A délszláv nyelvek közös eredettel rendelkeznek, viszont ezeket ma már egy nyugati és egy keleti nyelvi csoportra lehet osztani. A közös csoportba tartozó nyelvek ma is kölcsönösen jól érthetőek a beszélőiknek, viszont a két csoport között, a kölcsönös érthetőség mértéke csekély. A nyelvészek emiatt azt feltételezik, hogy a mai Szerbia és Bulgária között (Timok-régió), jelentős nem-szláv nyelvű vlach népesség élt, mely természetes nyelvi-sorompóként szigetelte el a két csoportot egymástól, és mindez az évszázadok során, jelentős nyelvi különbségekhez vezetett.[1][29]
- A görögországi arománok önmagukra az aromán (rrãmãn, armãn, aromâni) nevet használják, mely közös eredettel rendelkezik, a románok, önmagukra használt (români) elnevezésével. Ez bizonyítja a két népcsoport közös eredetét.[30]
- A birodalom idejében beszélt vulgáris latin, és a birodalom összeomlása után kialakult keleti újlatin nyelvezet között szabályos hangváltozások jöttek létre. Ezek megtalálhatóak mind az albán, mind a balkáni újlatin nyelvekben. Ezek a változások viszont soha nem terjedtek, az egykori Moesia Inferior provincia, nyugati határától, a mai Belgrád észak-déli tengelyétől keletebbre, így Erdély területére sem. Mivel ezek mégis megtalálhatóak a román nyelvben, ezért annak az említett határvonaltól nyugatra kellett kialakulnia. Ha a román nyelv valóban Erdély területén alakult volna ki, az kívül esett volna az említett hangváltozások elterjedési területén, és mentes lenne azoktól. A jelenség arra is rámutat, hogy az albánok és a románok ősei az említett vonaltól nyugatra éltek, a 4. és 6. század között.[31]
- A román és az albán nyelv kifejezésmódja, szerkezete, frazeológiája, és szókincse között számos hasonlóság található. A közös szavak főleg a pásztorélethez kapcsolódnak: természeti elemek nevei, állat és növénynevek, testrészek nevei. Érdekesség, hogy ezek a szavak, csakis az albán és a román nyelvben találhatóak meg, a szláv nyelvekben eltérőek. Például a román főváros neve, Bucuresti, nagyon hasonlít az albán bukurisht szóhoz.  Jelentésük megegyezik.[32] Ez alapján feltételezhetjük, hogy a két nép a távoli múltban együtt, vagy legalábbis egymás közeli szomszédságában élt. Ha a románság mindig is a mai területén élt volna, abban az esetben a hasonlóságokra nem volna semmilyen magyarázat, ugyanis a két népet, szláv népek választották el.
- A román nyelvből szinte teljesen hiányoznak a germán és a türk eredetű szavak. Ezek aránya mindössze 3-3%. Mivel a mai Románia területét 300 évig germán, majd 800 évig török népek uralták, erre nincs semmilyen más magyarázat, csak az, hogy ebben az időben, a románság máshol élt.
- A román nyelvből szinte teljesen hiányoznak a bizonyítottan dák/trák eredetű szavak.Ezek aránya nem éri el az 1%-ot. Ugyanakkor a román nyelvészek minden ismeretlen eredetű szót ide sorolnak, sokszor még az olyan nyilvánvalóan magyar eredetű jövevényszavakat is, mint az adămană (adomány). Ez félrevezető lehet, ugyanis a dák nyelvről nem maradtak fent írásos emlékek, és tudásunk rendkívül hiányos róla. Néhány személyneven és növények nevén kívül, nem ismerünk dák szavakat.

## Földrajzi nevek

### Helységnevek (toponímák)
Az egyes települések nevei információval szolgálhatnak az adott terület történelmével és etnikai változásaival kapcsolatban, ezért ezek kutatása rendkívül fontos a román őstörtének megismerésének szempontjából. Román (vlach) eredetű helységneveket először a 6. században élt bizánci történetíró, Prokopiosz jegyzett fel. Ezekről mindössze annyit lehet tudni, hogy a Balkánon lévő települések voltak, pontos helyük azonban ismeretlen. A négy település: Skeptekasas ('hét ház'), Burgualtu ('széles város'), Lupofantana (λουpoφαντάνα - 'farkas kút'), és Gemellomuntes (Γεμελλομούντεs - 'iker hegyek').
A ma is létező balkáni települések között több tucat olyan van, amelyeknek jelenlegi szláv elnevezése a román nyelvből származik. Ez arra utal, hogy a szlávok 6. századi letelepedésekor, ezeken a területeken még korai románok (vlachok) éltek. Néhány példa: Negrišori (román: negrișor - feketés), Valjevo (román: valea - völgy), Ursule (román: ursul - medve). Az ilyen településnevek legsűrűbben a Szkopje-Prizren-Niš-Szófia között fekvő területen fekszenek, de előfordulnak egészen a Száváig, és északnyugat felé Szarajevón túl is. Az olyan településnevek mint Szkopje (latin: Scupi), Niš (latin: Naiussus), Sremska Mitrovica (latin: Sirmium, vö. magyar Szörény), vagy Nikápoly (latin: Nicopolis) fennmaradása a mai szláv nyelvekben szintén arra utalnak, hogy az itt letelepedő korai szlávok még latin nyelvű lakosságot találtak. Ugyanez a jelenség megfigyelhető az egykori Római Birodalom más területein is: London mai nevének forrása a latin Londinium, Barcelonáé a latin Barcino, a franciaországi Nîmes-é pedig a latin Nemausus. Hasonló jelenség a Dunától északra sem a római, sem az őslakos népesség települései esetében nem fordul elő, ami az őslakos, és a latin nyelvű lakosság teljes eltűnésére utal.
A 13. század végéig feljegyzett 511 erdélyi falunév közül csak 3 volt az oláh-román nyelvből való.

### Víznevek (hidronímák)
Egy nagyobb terület őshonos lakosságának nyelvét leginkább a jelentősebb folyók neveiből lehet megismerni. Az Aldunától északra az összes ősi földrajzi- és helynévből csak a nagyobb folyók nevei maradtak fenn napjainkig. Az ókori névváltozatok görög és latin nyelvű szövegekben maradtak fenn, sajnos igen gyakran bizonytalan alakban. Az, hogy a helyi lakosság hogyan ejtette ki ezeket, nem ismert. A Körös, a Maros, a Temes, az Olt, a Szamos, és a Duna nevei biztosan az ókorba nyúlnak vissza. Gyakori állítás, hogy a modern román névváltozatok közvetlenül az ókori latin nevekből alakultak ki, tehát hogy ez bizonyítja a helyi latin nyelvű lakosság folyamatos továbbélését a területen. Ezzel szemben egyetlen román folyónév sem származik közvetlenül az ókori nevekből. Emil Petrovici román nyelvész szerint nincs egyetlen román eredetű folyónév sem a Dunától északra. Szerinte a régi folyónevek szláv közvetítéssel kerültek a románba. A magyar eredetet politikai okoból inkább mellőzte.

### Hegységnevek
A település- és víznevekhez hasonlóan, a hegységek nevei is fontos információval szolgálhatnak egy nép történelmével kapcsolatban. A Balkánon több hegységnek, hegycsúcsnak van olyan neve, amely a román nyelvből származik. Ezekben közös, hogy jelentésük az alvással kapcsolatos. Legismertebb a Montenegró területén található Durmitor hegytömb. A durmitor szó jelentése „hálóhely” (vö. román a dormi - aludni). Egy másik ilyen hegy, a szintén Montenegróban található Visitor (vö. román visător - „álmodozó”). Harmadik a Cipitor (vö. román aţipitor - szundikál).

## Vallás
Az, hogy a románság hol ismerkedett meg a kereszténységgel, napjainkban is vita tárgyát képezi a szakemberek között. A románok vallási hovatartozása, a vallási élethez kapcsolódó szókészlet, és a román ortodox egyház történelme viszont közvetett módon információkat szolgáltatnak a nép eredetével kapcsolatban. A román történelmi narratíva szerint, a románság keresztény hitre térése a mai Erdély területén, az egykori Dacia provinciában történt, ahová a rómaiak hozták magukkal a keresztény vallást. Ezt az elméletet  Adrian Andrei Rusu minden eddiginél alaposabban kérdőjelezte meg. Az elméletet alapjaiban cáfolja az a tény, hogy amikor a rómaiak a provinciát 275-ben feladták és kiürítették, a kereszténység egy tiltott szekta volt, a keresztényeket pedig üldözték. A keresztény vallást csak I. Theodosius római császár tette államvallássá 380-ban, hivatalos térítés korábban tehát nem létezhetett. A kereszténység eretnekmozgalomként is megjelenhetett és elterjedhetett a területen, de ezt az állítást cáfolja a korai keresztény templomok, valamint keresztény temetkezési helyek és szokások teljes hiánya. Erdélyben az első keresztény templom Zombor gyula megbízásából épült Gyulafehérváron a 10. század közepén. Ennek feltételezett romjait 2011-ben találták meg a helyi régészek. Alapvető régészeti tény, hogy nincsenek román templommaradványok a 10–12. századból vagy korábbról. Gyakori érv, hogy a korai keresztény templomok azért nem maradtak fenn, mert azok fatemplomok voltak, valamint, hogy népi, és nem egyházi ortodoxiáról volt szó, azaz, hogy a korai román keresztények nem rendelkeztek egyházszervezettel. A. A. Rusu szerint "az egyházszervezet nélküli vallásgyakorlat mese". Tény, hogy a 17. századig valóban nehéz megkülönböztetni az ortodox papot a paraszttól, de nincs keresztény vallás egyház nélkül, és nincs egyház templom nélkül, azaz még ebben az esetben is maradt volna régészeti nyoma a templomok környezetében lévő  síroknak, temetőknek és csontoknak. Erdély területén a 9. századig a hamvasztásos temetkezés volt az általános, amit a keresztény egyházak sokáig tiltottak. Egyrészt ez pogány szokásnak számított, másrészt a test megsemmisítése ellenkezik a kereszténység egyik alaptétetével, a feltámadással. A hamvasztásos temetkezéseket a 10-11, századokban felváltotta a hantolás, de ezek sem keresztény temetkezések voltak még, hanem a pogány magyarokra és bolgárokra jellemző, keleti, sztyeppei eredetű lovas temetkezések fegyver és egyéb tárgyi mellékletekkel. A keresztény temetők és temetkezési szokások csak később, a 11-12. század folyamán, a már keresztény Magyar Királyság időszakában jelentek meg a területen, habár a pogány szokások is párhuzamosan továbbéltek még egy ideig. Kerültek elő a föld alól keresztény kegytárgyak a korábbi időszakokból, de ezek is, mint az egyéb kézműves termékek, a kereskedelem révén terjedtek el egész Európában, így jelenlétük még nem bizonyítja a kereszténység helyi elterjedését. A keresztény temetkezési szokások megjelenése csak a 11-12. századtól figyelhetőek meg Erdély területén. A mai Románia további, nem-erdélyi területein legkorábbról a 10. század végéről, Dobrudzsában kerültek elő a kereszténység nyomai, ahol korábban élt a kereszténység, de a 7. században megszűnt. Ezzel szemben a Balkán nagyvárosaiban mint Salona, Stobi vagy Nikápoly a kereszténység már korán elterjedt. A mártírológiai szövegek arra utalnak, hogy a korai kereszténység a Balkánon erősen városias jellegű volt, és a korai időkben csak a városi lakosság volt keresztény, a falvakban élők nem. Erre utal a román 'pogány' (păgân, pogăn, pogan) szó is, mely a latin 'falusi' (paganus; pagus ’falu’) szóból származik. Ez megcáfolja azt a román történelmi narratívát, mely szerint a románok a Dacia tartományban hátramaradt, falusias jellegű lakosságból alakultak ki. A korai balkáni kereszténység elterjedésének a negyedik század második feléig viszonylag kevés fizikai nyoma maradt, ennek jelei leginkább a temetkezési szokásokban nyilvánulnak meg. Számos helyszínen tártak fel festett ókeresztény sírokat ebből az időszakból: Salona, Split, Szófia (Serdica), Szávaszentdemeter (Sirmium),Viminacium, és Pécs, azonban Erdély területéről nem kerültek elő hasonlók. A keresztény templomok csak az 5. és 6. századtól váltak a balkáni városok jellemzőivé.
Egy másik vélekedés szerint, a bolgárok terjesztették el a kereszténységet Erdély területén, miután 864-ben felvették azt. Ezt cáfolja a már említett 11. század előtti keresztény templomok és temetők teljes hiánya mellett az is, hogy a Dunától északra nincs nyoma bolgár keresztény missziónak. Az akkoriban a Dunától délre élő románok a bizánci császár parancsára 1020-tól vallásilag az ohridi érsekséghez tartoztak. A bolgár-szláv kultúra csak valamikor a 10–12. században kezdett el terjedni Dobrudzsában és a Dunától északra fekvő sík területeken. Az erdélyi szláv feliratok többsége nem is annyira bolgár, hanem inkább szerb hatásról tanúskodik. A legrégebbi, 1313-as felirat a sztrigyszentgyörgyi templomban látható. A. A. Rusu szerint komolyan kell venni, amit a 18. század derekán Paiszij Hilandarszki a maga bolgár történetében írt, mégpedig azt, hogy II. Iván Aszen bolgár cár „megparancsolta a románoknak, akik addig latinul olvastak, hogy vessék el a római törvényt és ne olvassanak latinul, hanem bolgárul. És megparancsolta, hogy vágják ki a nyelvét annak, aki latinul olvas. És a románok akkor sajátították el az ortodox törvényt és kezdtek bolgárul olvasni”.
A románok a középkorban és részben a 19. század közepén is – szorosan kötődtek a balkáni főegyházakhoz. Magyarországra való beköltözésük után, püspökük továbbra is a balkáni óhazában székelt, és az ohridi pátriárka alá tartozott. Az első ortodox püspökséget a Dunától északra 1359-ben alapítják Havasalföldön, majd 1401-ben Moldvában. Első püspökük a konstantinápolyi pátriárka által, Vicinából áthelyezett Hyakinthos volt, aki felvette az Ungrovlachia püspöke címet. Ez a megkülönböztető megnevezés állandósult, hogy ne tévesszék össze a Magyarország szomszédságában szervezett új Valahiát (Havasalföldet) és a thesszáliai Nagy Valahiát. Az ortodox papokat a 14. század végétől kezdve a felsőszilvási priszlopi kolostor apátja szentelte fel, Máramarosban a szentmihálykörtvélyesi monostorapát, míg a moldvai vajdák által alapított egyházak számára a szucsávai metropolita. Erdélyben az első ortodox püspökséget Gyulafehérvár székhellyel 1574-ben alapították. Báthori István erdélyi fejedelem a Tordán tartott októberi országgyűlésen ismerte el a görögkeletiek püspökválasztási jogát. A püspökszentelésre Havasalföldön és Szerbiában került sor. A független erdélyi ortodox egyházat 1864-ben Nagyszeben székhellyel hozták létre, ekkor alakult meg a karlócai szerb érsekségtől független erdélyi érsekség.
Nyelvük valláshoz kapcsolódó szókincse alapján igen korán, latin nyelvű környezetben ismerkedtek meg a kereszténységgel. A Miatyánk legkorábban 1000 körül alakult ki. Román nyelvű változatának szavai mind latin eredetűek, kivéve hármat. Ezek közül a 'menny' (rai) és a 'pokol' (iad) szavak valamilyen szláv nyelvből származnak. Az egyházi szervezettel kapcsolatos szavak általában görög és szláv eredetűek. A fenti tények alapján arra következtethetünk, hogy a románság a Dunától délre, a Balkán akkor még latin nyelvű nagyvárosainak közelében, már rendkívül korán megismerkedett a kereszténységgel, de az egyházi szervezet kiépülése csak később, bolgár-bizánci környezetben történt. Vallásukat innen hozták magukkal Erdélybe, és a két román fejedelemségbe, Havasalföldre és Moldvába.

## Régészet
- Moldovában a legkorábbi román építészeti emlékek, nem régebbiek 13-14. századnál. Például az első fatemplom Máramarosban, mindössze 1377-ből származik. Romániában a 12. századból valók.
- Erdély területén az összes vándorló népnek gazdag régészeti leletanyaga van, kivéve az állítólag ott őshonos románoknak. Erdély első ortodox templomát is magyarok építették Zombor gyula 953-as bizánci megkeresztelkedése után Gyulafehérváron Hierotheosz püspök missziója számára.

## Írott források

### Ókor
Az ókorban még nem beszélhetünk románokról, hiszen a latin nyelv még többé-kevésbé egységes volt. A mai románok őseit is magában foglaló 'balkáni latinság' még nem különbözött a Római Birodalom más részein élő latin nyelvű lakosságtól. Emiatt az ókori forrásokból csak romanizált lakosság, és az őslakosok kapcsolata ismerhető meg.
- A korabeli római forrásokban elfogadott tény volt a dák lakosság kiirtása és Rómához hű lojális telepesekre való lecserélése.  Például a Scholia in Lucianum így emlékezik meg erről az eseményről: „οἰ δὲ Γέται ἕθνος βάρβαρον καὶ ἰσχυρόν, ὃ Ῥωμαίων κατεξαναστὰν καὶ μέχρι φόρου ἀπαγωγῆς ταπεινῶσαν Ῥωμαίους ὑπὸ Τραιανοῦ ὕστερον οὕτως ἐξωλοθρεύθη Δεκεβάλω χρώμενον βασιλεῖ, ὥστε τὸ πᾶν ἕθνος εἰς τεσσαράκοντα περιστῆναι ἅνδρας. ὡς ἱστορεῖ Κρίτων ἐν τοῖς Γετικοῖς.”  azaz "A géták egy barbár és erős nép, a rómaiak ellen lázadtak és megalázták őket azzal, hogy adófizetésre kötelezték őket. Később Decebál király idejében Traianus annyira elpusztította őket, hogy az egész nép negyven emberre csökkent, ahogy Kritón Geticájában olvassuk". Kritón részt vett Traianus hadjárataiban és így szemtanúja volt az itt gétáknak nevezett dákok kiirtásának.

### Középkor
A középkor folyamán a románokat vlachoknak (magyarul: oláhoknak) nevezték, ugyanakkor fontos megjegyezni, hogy a korabeli szövegekben szereplő vlach népnév nemcsak és kizárólag a románok őseit jelölte. A szó jelentése a történelem során gyakran változott. Függött az adott forrás keletkezési idejétől, keletkezésének helyszínétől, és a szerző anyanyelvétől is. A vlach szó eredete az ógermán *walhaz, mely idegent jelentett, és általában a valamilyen kelta vagy latin nyelvet beszélő népekre használták. Több ország idegen elnevezésének is ez a forrása: Nyugat-Európában Wales és Vallónia, Délkelet-Európában Havasalföld (Wallachia), és a görögország területén egykor létezett Nagy Vlachia elnevezésének is ez a forrása. A szláv nyelvű források a katolikus frankokra~franciákra is használták a Vlach elnevezést. A szó jelentése idővel megváltozott. Széles körben használták a szláv, görög és török nyelveket beszélő pásztornépek megjelölésére is, így született meg egy általános "nem letelepedett életmódot folytató" jelentés is. Később a vlach kifejezés számos nyelvben negatív, pejoratív jelentést kapott, beleértve a magyart is (oláh).
Mindezek miatt, célszerű óvatosan kezelni és kontextusba helyezni az ilyen szövegeket, mivel nem minden esetben egyértelmű, hogy az adott szöveg a románok őseire utal-e. A román történészek többsége általában figyelmen kívül hagyja az alternatív értelmezéseket, és konszenzusosan azonosítja a vlachokat a középkori románokkal. Az írott források tanúsága szerint a vlachok megjelenése délkeleti Balkán régióban volt jellemző, és északi irányú migrációjuk időben jól nyomon követhető.

#### Bizánci források
- Geórgiosz Kedrénosz említette a vlachokat először, mint a Balkánon közlekedő bizánci karavánok kísérőit. Egyik ilyen csoportjuk - Thessalonikitől keletre, Preszpa és Kasztória között – 976-ban megölte Dávidot, Sámuel bolgár cár testvérét.[57][58][59]
- Egy ismeretlen bizánci történetíró feljegyezte, hogy II. Baszileiosz császár 980-ban megbízott egy Nikulitsa nevű helyi nemest, a thesszáliai vlachok vezetésével.[60]
- A 10. század második feléből számos bizánci és nyugat-európai szerző említett vlachokat délre a Szávától és a Dunától, a Balkán-félsziget középső és déli részén.[60]
- Kékauménos bizánci szerző, 1078-ban íródott Strategikon című művében kétszer is megemlíti a vlachokat. Egyszer egy 1066-os évi vlach lázadás kapcsán, melynek során Nicolitzas Delphinas vezetésével, a mai Észak-Görögország területén lázadás tört ki. Másodszor a dákokkal kapcsolatban: "[A vlachok] soha nem tartották szavukat senkinek, még az ókori római császároknak sem. Miután Trajanus császár megtámadta őket, és a háborúban teljes vereséget szenvedtek, leigázták őket. Decebal nevű királyukat megölték, a fejét lándzsára tűzték, és a rómaiak városába vitték. Ezek a [vlachok], valójában az úgynevezett dákok, más néven bésszoszok. Korábban a Duna és a Saos környékén éltek, amely folyót most Szávának hívnak, ahol ma a szerbek élnek. [Később] visszavonultak az elérhetetlen erődjeikbe. Ezekre az erődítményekre támaszkodva barátságot és behódolást színleltek az ókori római császárok előtt, majd erődjeikből végigsöpörve kifosztották a római tartományokat. Ezért az elkeseredett rómaiak összezúzták őket. Ezek elhagyták a régiót: némelyikük szétszóródott Epirusban és Macedóniában, és sokan Hellasban telepedtek le."  Habár az idézett forrás első látszatra megerősíti a dák-római folytonosságot, a részleteket vizsgálva kiderül, hogy azzal ellentmondásokba keveredik. A megfelelő értelmezéshez fontos tudni, hogy a bizánci görög írók az újonnan letelepedő népeket, mindig azokról az ősi barbár törzsekről nevezték el, akik eredetileg azon a területen éltek. Valószínűleg így lettek görögországi vlachok is a bésszoszokkal azonosak, hiszen azok egykori szállásterületén telepedtek le. Fontos információ még, hogy a szöveg szerint a bésszoszok népe eredetileg ott élt, ahol a 11. században a szerbek éltek. Egyrészt ez a trák törzs soha nem élt a szerbek szállásterületén, másrészt soha nem élt a Dunától északra sem, az állítólagos román őshaza területén. Ezek miatt kizárható, hogy valóban az ősi trák törzsről van szó, helyette ez inkább a helyi vlachokra használt bizánci név, az előzőleg említett indok alapján. Az idézett szöveg utal viszont a románok balkáni eredetére, hiszen ezek a vlachok vagy bésszoszok, a szöveg szerint eredetileg ott éltek, ahol a szerbek. A szöveg további része a dák-római háborúk, és az azt követő eseményeket írja le.
- Nikétas Khoniatés szerint, 1164-ben a Bizáncból menekülő Andronikosz Komnénoszt a halicsi fejedelemség (Galícia) déli határvidékén vlachok fogták el.[61]  Az esemény pontos színhelye vitatott, de a fejedelemség határa ekkor a Dunánál húzódott.
- Jóannész Kinnamosz 1166-ban írt Historia című művében arról tudósít, hogy a görögök, vlachokat is magában foglaló nagy sereggel támadtak a magyarokra, a Fekete-tenger irányából. A támadás elsősorban Erdélyt érte, így valószínüleg ekkor léptek románok először Erdély földjére. Kinnamosz itt mellékesen megjegyzi, hogy "a vlachok úgy mondják, Itáliából való hajdani telepesek leszármazottai". A bizonytalan információként említett, "úgy mondják"-kal bevezetett információ az olasz és a román nyelv hallomás útján észrevett megfelelésein alapulhat. Biztosan kizárható, hogy Kinnamosz valamiféle olyan román eredetmondát hallott volna, amely a románság latin eredetéről szólt volna, ilyen ugyanis az egész középkor folyamán nem létezett.[61]

#### A vlachok a szerb okiratokban (12.-15. század)
Silviu Dragomir szerint negyven, a szerb királyok és nemesek által írt adománylevél (hrišov) említ vlachokat. Ezek azonban csak egy részét képezik a teljes forrásanyagnak, mert a legnagyobb kolostorok adományleveleit akkor még nem találták meg. Példaképpen: II. István Uroš szerb király uralkodása idején, 1230 körül egy rigómezei (Kosovo-polje) kolostornak írt adománylevél leírja a 'Vlachok törvényét'. Ebből kiderül, hogy ez a lakosság elsősorban pásztorkodással foglalkozott, kisebb részük pedig fuvarozással (kjelatori). Az általuk lakott terület (zemlja vlaška - 'vlach föld') határai pontosan meg vannak adva ebben az okmányban. Több adománylevél említi, hogy a vlachok és az albánok egymás szomszédságában élnek. A legrégibb ma ismert szerb adománylevél, melyben vlachok szerepelnek (Prizren környékén) a 12. század végén keletkezett, ez a lakosság azonban sokkal korábban kellett hogy ott éljen. Dragomir szerint "sokkal a 10. század előtt". Ennek fő oka, hogy szláv (szerb és bolgár) helynevek között sok olyan van, mely román eredetű, azaz a 6. századtól letelepedő szlávok, a románok - akkor még ott élő - őseitől vették át azokat.

#### Cantacuzino-krónika
Az 1700-as évek elején keletkezett, román nyelven írt Letopisetul Cantacuzinesc (Cantacuzino-krónika) elmeséli a románok északra vándorlását. A krónika teljes címe: Istoria Țării Românești de când au descălecat pravoslavnicii creștini (1290–1690) azaz „Havasalföld története amióta a pravoszláv keresztények letelepedtek (1290-1690)”.
„Insă dintâi izvodindu-se de rumânii carii s-au despărţit de la romani şi au pribegit spre miiazănoapte. Deci trecând apa Dunării, au descălecat la Turnul Severinului; alţii în Ţara Ungurească, pre apa Oltului, şi pre apa Morăşului, şi pre apa Tisei ajungând şi până la Maramurăş. Iar cei ce au descălecat la Turnul Severinului s-au tins pre supt poalele muntelui până în apa Oltului; alţii s-au pogorât pre Dunăre în jos. Şi aşa umplându-se tot locul de ei, au venit până în marginea Necopoei.”  azaz „De először [beszéljünk] a románokról, akik elszakadtak a rómaiaktól [bizánciaktól] és észak felé vándoroltak. Tehát a Duna vize felé költöztek, átkeltek Szörényvárnál; egyesek Magyarországra az Olt vizéhez, a Maros vizéhez, a Tisza vizéhez, elérve egészen Máramarosig is. És azok, akik átkeltek Szörényvárnál, elérték a hegység lábát az Olt vizénél. Egyesek lementek a Duna mentén, és így betöltötték magukkal az egész helyet, és Necopoi határáig jöttek.”
Román oldalon gyakran azzal érvelnek, hogy a szöveg Dacia kolonizálását írja le, hiszen a szöveg szerint a szóbanforgó népcsoport a Római Birodalomból jött. Ezzel több probléma is van. A szöveg rumâni-ként hivatkozik rájuk, ami a románok mai modern önelnevezése. Határozottan állítja, hogy a leírt események idején Magyarország már létezett, és ez a csoport Magyarország földjén telepedett le. A mű teljes címe is árulkodó: Havasalföld története amióta a pravoszláv keresztények letelepedtek (1290-1690). Tehát a cím szerint is, a történet 13. század végén veszi kezdetét. Ekkoriban még létezett a Bizánci Birodalom, melynek önelnevezése szintén „Római Birodalom” (Rhōmaíōn,Romania, Imperium Romanum) volt, és lakói magukat rómaiaknak hívták. A szövegben tehát „Róma” Bizáncot jelenti, és nem az ókori Római Birodalmat.

## A független kutatók véleménye
A független, nyugati kutatók többsége a kérdéskört még napjainkban is egyfajta magyar-román konfliktusnak tartja, ezért nem szívesen foglal benne állást, kivételek persze vannak. Noel Malcolm, brit akadémikus 1998-as könyvében a románok déli eredete és bevándorlása mellett érvelt: "A 'vlach' [=oláh] elnevezést a szlávok használták azokra, akikkel találkoztak, és akik idegen, általában latin nyelvet beszéltek; a vlachok saját elnevezése "arománok" (aromani). Ahogy ez a név is jelzi, a vlachok szoros kapcsolatban állnak a románokkal: a két nyelv (amelyek egy kis gyakorlással kölcsönösen érthetőek) csak a 9. vagy a 10. században vált el egymástól. Bár a román történészek megpróbáltak amellett érvelni, hogy a románok mindig is Románia területén éltek (és a dák törzsektől és/vagy római légiósoktól származnak), meggyőző bizonyítékok szólnak amellett, hogy a románok eredetileg ugyanahhoz a népességhez tartoztak, mint a vlachok, akiknek nyelve és életmódja valahol a Dunától délre alakult ki. A korai románok csak a 12. században költöztek észak felé, a mai Románia területére." Egy 2001-ben Freiburgban tartott konferencián, a meghívott – főleg német – kutatók interdiszciplináris beszélgetés keretében, öt témakört kialakítva kerestek választ a románság eredetével kapcsolatos kérdésekre. Román kollégájuk kivételével, mindnyájan egyetértettek abban, hogy a románság a Dunától délre alakult ki, és onnan vándorolt északra. 2013-ban a The Cambridge History of the Romance Languages szerzői arra a következtetésre jutottak, hogy "a folytonosság elmélete, amely szerint a román nyelv a dáciai latin nyelv folytatása nem általánosan elfogadott. Egyes tudósok úgy vélik, hogy a román nyelv részben vagy egészben a Dunától délre alakult ki, és hogy a román nyelv jelenlegi elterjedési területe belső vándorlások eredményeként alakult ki. A történelmi, régészeti és nyelvészeti adatok nem tűnnek elegendőnek ahhoz, hogy végleges választ adjanak" a vitában. Florin Curta román történész, egy 2020-as tanulmányában arról panaszkodik, hogy a középkori románokkal kapcsolatos lengyel történelemszemléletben, – melynek legjelentősebb képviselője Ilona Czamańska történész és balkanológus professzor – még mindig a bevándorlás-elmélet az uralkodó. 2023-ban jelent meg a Belgiumban élő, román nyelvész Dan Alexe könyve, melyben élesen kritizálja a Dák-római folytonosság elméletét.